# Norbert Csoknai
Norbert Csoknai (* 18. srpna 1968) je bývalý slovenský fotbalista, záložník.

## Fotbalová kariéra
V československé lize hrál za TJ Plastika Nitra. Nastoupil v 1 ligovém utkání. Ve druhé nejvyšší soutěži hrál za VTJ Tábor, nastoupil ve 20 utkáních a dal 1 gól.

## Ligová bilance
| Ročník                                   | Zápasy | Góly | Klub              |
| ---------------------------------------- | ------ | ---- | ----------------- |
| 1. československá fotbalová liga 1986/87 | 1      | 0    | TJ Plastika Nitra |
| Česká národní fotbalová liga 1987/88     | 11     | 0    | VTJ Tábor         |
| Česká národní fotbalová liga 1988/89     | 9      | 1    | VTJ Tábor         |
| CELKEM                                   | 1      | 0    |                   |